# Tegenaria shillongensis
Tegenaria shillongensis är en spindelart som beskrevs av Barman 1979. Tegenaria shillongensis ingår i släktet husspindlar, och familjen trattspindlar. Inga underarter finns listade i Catalogue of Life.